# Etmopterus princeps
Etmopterus princeps es una especie de pez de la familia Dalatiidae en el orden de los Squaliformes.

## Morfología
Los machos pueden alcanzar 75 cm de longitud total.

## Reproducción
Es ovovivíparo.

## Hábitat
Es un pez de mar y de aguas profundas que vive entre 300-2.213 m de profundidad.

## Distribución geográfica
Se encuentra en el  Atlántico noroccidental (desde Nueva Escocia - Canadá hasta Nueva Jersey Estados Unidos -) y en el  Atlántico nororiental (desde el sur de Islandia hasta las Islas Feroe las Hébridas, el Canal de la Mancha, el Mar Cantábrico, Gibraltar y Mauritania ).